# 海鳴り
海鳴り（うみなり）とは、海から聞こえてくる轟音のこと。その多くは海岸付近において聞かれる。基本的に低い周波数の音を含んでいる。

## 概説
海鳴りの音は、「ゴロゴロ」「ゴー」「ゴゴゴゴゴ……」といった表現がなされ、雷にも喩えられる。周囲の開けた海岸で聞こえることが多いが、海岸に限らず内陸の山頂などでも、開けた場所では聞こえる場合がある。また、海から風が吹いている時は大きく聞こえるが、逆向き風の時は聞こえないなど、風向きにより聞こえ方が変わる。
海鳴りが発生する時の気象や海況の特徴として、海岸部に比べて沖の方が荒れた天候であること、空が低い雲に覆われてどんよりとした天候であることが挙げられる。
海鳴りの原因は、沖の荒れた天候によって生じた波浪が、崩れる際に出す大きな音である。それが分厚く低い雲と海面に反射して、沿岸に伝わると考えられている。海鳴りは最大で、10km以上伝わるとされる。雲が厚ければ厚いほど、音は大きく聞こえる傾向にある。
沿岸が荒れている場合は、沿岸の波浪による音にかき消されてしまうため、沖の海鳴りは聞こえない。海鳴りが聞こえるのは、沿岸の波が比較的穏やかな場合に限られる。
古来より海鳴りは、天候悪化の前兆とされている場合が多い。海鳴りの後は風が強くなる、または波浪が来るといった伝承が各地に伝えられている。また、津波の際に、沖で波が崩れた音によるものとみられる海鳴りが観測されたことがある。静岡県浜松市（旧舞阪町など）などに伝わる波小僧は、命を助けられたことで雨や嵐を海鳴りで知らせるとされている。